# Jamestown (Luizjana)
Jamestown – wieś w Stanach Zjednoczonych, w stanie Luizjana, w parafii Bienville.